# 奥格·约恩森
奥格·约恩森（丹麥語：Aage Jørgensen，1900年1月22日—1972年9月4日），丹麦男子竞技体操运动员。他曾代表丹麦获得1920年夏季奥运会体操比赛男子团体瑞典式银牌。他于1972年在斯坎讷堡去世。